# Chromaphis hirsutustibis
Chromaphis hirsutustibis är en insektsart som beskrevs av Kumar och Lavigne 1970. Chromaphis hirsutustibis ingår i släktet Chromaphis och familjen långrörsbladlöss. Inga underarter finns listade i Catalogue of Life.